# ヤン・ヨゼフ・ドブジェンスキー
ヤン・ヨゼフ（4世）・ネポムク・マリア・カシュパル・レオナルト・ドミニク・ドブジェンスキー・ズ・ドブジェニツ（Jan Josef (IV.) Nepomuk Maria Kašpar Leonard Dominik Dobřenský z Dobřenic, 1946年6月14日 プラハ - ）は、チェコ出身のフランスの銀行員。ボヘミア貴族の末裔で貴族社会の伝統において伯爵を称する。聖ラザロ騎士団（オルレアン分派）の総長（在任2010 - 2023年）を務めた。
ヤン・マクシミリアン・ドブジェンスキー伯爵と妻レオポルディーネ・フォン・ロプコヴィッツ侯女の間の第1子・長男。母方祖母はモンテヌオーヴォ家出身で旧オーストリア帝室と遠縁であり、父方の大叔母アルジュベータ・ドブジェンスカーは旧ブラジル帝室に嫁いでいた。
1948年チェコスロヴァキアの共産化に伴い両親と共にカナダに亡命し、少年時代を過ごす。フランス・パリで高等教育を受け、1974年ケプナー・トリゴー社ビジネス・マネジメント部門に入社、1983年INSEADで経営学修士号を取得、1988年国際金融協会に転職。長くフランス国籍だったが、東欧の民主化後はチェコ市民権を取得し、1992年両親が没収された居城ホチェボシュ城の所有権を返還された。1974年フランス人のディアーヌ・オペノー（Diane Hoppenot）と結婚し、間に1男3女をもうけている。
1974年より聖ラザロ騎士団に所属し、同騎士団ボヘミア管区長などを務めた。2010年ラザロ騎士団（オルレアン分派）総長アンジュー公シャルル＝フィリップ・ドルレアンが総長職を辞任した際、後継の総長に指名され着任。在任中の2016年には教皇庁より大聖グレゴリウス勲章騎士章を受けた。2023年3月総長を退き、後継に前任者アンジュー公爵の実弟であるドルー伯フランソワ・ドルレアンを指名した。

## 引用・脚注
1. ↑  “International Organisation”. 2024年6月15日閲覧。
2. ↑  “Jan Nepomuk Dobrzenský: To, co naší rodině udělal náš národ, bylo opravdu podlé” (Czech). Havlíčkobrodský deník. (2016年12月10日) 2022年10月11日閲覧。
3. ↑  Ordre de Saint Lazare, Royaume de Belgique et Grand-Duché de Luxembourg, 27.4.2023